# Turniej o Złoty Kask 1965
Turniej o Złoty Kask 1965 – rozegrany w sezonie 1965 turniej żużlowy z cyklu rozgrywek o „Złoty Kask”. Wygrał Stanisław Tkocz, drugi był Andrzej Pogorzelski i Antoni Woryna stanął na najniższym stopniu.

## Wyniki
Czołówka piątka

### I turniej
- 10 czerwca 1965 r. (czwartek), Zielona Góra

| Msc. | Zawodnik            | Klub                     | Pkt |  |  |
| ---- | ------------------- | ------------------------ | --- |  |  |
| 1    | Andrzej Pogorzelski | Stal Gorzów Wlkp.        | 12  |  |  |
| 2    | Antoni Woryna       | Górnik Rybnik            | 12  |  |  |
| 3    | Andrzej Wyglenda    | Górnik Rybnik            | 11  |  |  |
| 4    | Joachim Maj         | Górnik Rybnik            | 10  |  |  |
| 5    | Zenon Nowak         | Zgrzeblarki Zielona Góra | 10  |  |  |

### II turniej
- 17 czerwca 1965 r. (czwartek), Rybnik

| Msc. | Zawodnik            | Klub                 | Pkt |  |  |
| ---- | ------------------- | -------------------- | --- |  |  |
| 1    | Andrzej Wyglenda    | Górnik Rybnik        | 14  |  |  |
| 2    | Joachim Maj         | Górnik Rybnik        | 13  |  |  |
| 3    | Paweł Waloszek      | Śląsk Świętochłowice | 12  |  |  |
| 4    | Andrzej Pogorzelski | Stal Gorzów Wlkp.    | 12  |  |  |
| 5    | Stanisław Tkocz     | Górnik Rybnik        | 12  |  |  |

### III turniej
- 1 lipca 1965 r. (czwartek), Świętochłowice

| Msc. | Zawodnik            | Klub                 | Pkt |  |  |
| ---- | ------------------- | -------------------- | --- |  |  |
| 1    | Stanisław Tkocz     | Górnik Rybnik        | 14  |  |  |
| 2    | Paweł Waloszek      | Śląsk Świętochłowice | 13  |  |  |
| 3    | Zbigniew Podlecki   | Wybrzeże Gdańsk      | 13  |  |  |
| 4    | Henryk Żyto         | Wybrzeże Gdańsk      | 11  |  |  |
| 5    | Andrzej Pogorzelski | Stal Gorzów Wlkp.    | 11  |  |  |

### IV turniej
- 7 lipca 1965 r. (środa), Gorzów Wielkopolski

| Msc. | Zawodnik            | Klub                 | Pkt |  |  |
| ---- | ------------------- | -------------------- | --- |  |  |
| 1    | Andrzej Pogorzelski | Stal Gorzów Wlkp.    | 15  |  |  |
| 2    | Antoni Woryna       | Górnik Rybnik        | 14  |  |  |
| 3    | Joachim Maj         | Górnik Rybnik        | 12  |  |  |
| 4    | Edmund Migoś        | Stal Gorzów Wlkp.    | 11  |  |  |
| 5    | Paweł Waloszek      | Śląsk Świętochłowice | 10  |  |  |

### V turniej
- 12 sierpnia 1965 r. (czwartek), Toruń

| Msc. | Zawodnik          | Klub            | Pkt |  |  |
| ---- | ----------------- | --------------- | --- |  |  |
| 1    | Marian Rose       | Stal Toruń      | 14  |  |  |
| 2    | Zbigniew Podlecki | Wybrzeże Gdańsk | 13  |  |  |
| 3    | Stanisław Tkocz   | Górnik Rybnik   | 12  |  |  |
| 4    | Henryk Żyto       | Wybrzeże Gdańsk | 11  |  |  |
| 5    | Andrzej Wyglenda  | Górnik Rybnik   | 10  |  |  |

### VI turniej
- 13 sierpnia 1965 r. (piątek), Gdańsk

| Msc. | Zawodnik           | Klub                 | Pkt |  |  |
| ---- | ------------------ | -------------------- | --- |  |  |
| 1    | Zbigniew Podlecki  | Wybrzeże Gdańsk      | 13  |  |  |
| 2    | Paweł Waloszek     | Śląsk Świętochłowice | 13  |  |  |
| 3    | Jerzy Trzeszkowski | Sparta Wrocław       | 10  |  |  |
| 4    | Stanisław Tkocz    | Górnik Rybnik        | 10  |  |  |
| 5    | Henryk Żyto        | Wybrzeże Gdańsk      | 10  |  |  |

### VII turniej
- 24 września 1965 r. (piątek), Bydgoszcz

| Msc. | Zawodnik            | Klub              | Pkt |  |  |
| ---- | ------------------- | ----------------- | --- |  |  |
| 1    | Mieczysław Połukard | Polonia Bydgoszcz | 13  |  |  |
| 2    | Stanisław Tkocz     | Górnik Rybnik     | 13  |  |  |
| 3    | Edmund Migoś        | Stal Gorzów Wlkp. | 12  |  |  |
| 4    | Jerzy Trzeszkowski  | Sparta Wrocław    | 10  |  |  |
| 5    | Joachim Maj         | Górnik Rybnik     | 9   |  |  |

### VIII turniej
- 24 października 1965 r. (niedziela), Wrocław

| Msc. | Zawodnik               | Klub                 | Pkt |  |  |
| ---- | ---------------------- | -------------------- | --- |  |  |
| 1    | Antoni Woryna          | Górnik Rybnik        | 14  |  |  |
| 2    | Stanisław Tkocz        | Górnik Rybnik        | 12  |  |  |
| 3    | Konstanty Pociejkowicz | Sparta Wrocław       | 11  |  |  |
| 4    | Jan Mucha              | Śląsk Świętochłowice | 10  |  |  |
| 5    | Edmund Migoś           | Stal Gorzów Wlkp.    | 10  |  |  |

## Klasyfikacja końcowa
Uwaga!: Odliczono dwa najgorsze wyniki.
| Poz | Zawodnik            | Klub                 | ZGR | RYB | ŚWI | GOR | TOR | GDA | BDG | WRO | Punkty |
| --- | ------------------- | -------------------- | --- | --- | --- | --- | --- | --- | --- | --- | ------ |
| 1   | Stanisław Tkocz     | Górnik Rybnik        | 7   | 12  | 14  | 9   | 12  | 10  | 13  | 12  | 73     |
| 2   | Andrzej Pogorzelski | Stal Gorzów Wlkp.    | 12  | 12  | 11  | 15  | 9   | 7   | 9   | 10  | 69     |
| 3   | Antoni Woryna       | Górnik Rybnik        | 12  | 10  | 9   | 14  | 4   | 5   | 9   | 14  | 68     |
| 4   | Paweł Waloszek      | Śląsk Świętochłowice | 9   | 12  | 13  | 10  | 6   | 13  | 3   | 9   | 66     |
| 5   | Andrzej Wyglenda    | Górnik Rybnik        | 11  | 14  | 10  | 9   | 10  | 8   | 0   | –   | 62     |
| 6   | Zbigniew Podlecki   | Wybrzeże Gdańsk      | 3   | –   | 13  | 7   | 13  | 13  | 8   | 8   | 61     |
| 7   | Joachim Maj         | Górnik Rybnik        | 10  | 13  | 8   | 12  | 9   | 8   | 9   | 7   | 61     |
| 8   | Edmund Migoś        | Stal Gorzów Wlkp.    | 7   | 7   | –   | 11  | 5   | 6   | 12  | 10  | 53     |
| 9   | Jerzy Trzeszkowski  | Sparta Wrocław       | 8   | 9   | 3,5 | 9   | 0   | 10  | 10  | 7   | 53     |
| 10  | Henryk Żyto         | Wybrzeże Gdańsk      | 10  | 5   | 11  | 4   | 11  | 10  | 5   | –   | 51     |
| 11  | Jan Mucha           | Śląsk Świętochłowice | 9   | 5   | 7   | 4   | 6   | 9   | 7   | 10  | 48     |
| 12  | Jerzy Padewski      | Stal Gorzów Wlkp.    | 5   | 8   | 0   | 9   | 8   | 3   | 4   | 3   | 37     |
| 13  | Marian Kaiser       | Wybrzeże Gdańsk      | 1   | 2   | 5   | 2   | 2   | 8   | 0   | –   | 20     |

| Kolor    | Wynik      |
| -------- | ---------- |
| Złoty    | Zwycięzca  |
| Srebrny  | 2. miejsce |
| Brązowy  | 3. miejsce |
| Limanowy | 4. miejsce |
| cyjan    | 5. miejsce |